# Marcenais
Marcenais is een gemeente in het Franse departement Gironde (regio Nouvelle-Aquitaine) en telt 634 inwoners (2004). De plaats maakt deel uit van het arrondissement Blaye.

## Geografie
De oppervlakte van Marcenais bedraagt 9,1 km², de bevolkingsdichtheid is 69,7 inwoners per km².
De onderstaande kaart toont de ligging van Marcenais met de belangrijkste infrastructuur en aangrenzende gemeenten.

## Demografie
Onderstaande figuur toont het verloop van het inwonertal (bron: INSEE-tellingen).